# Caso Terra Mítica
Se conoce con el nombre de  Caso Terra Mítica al presunto caso de corrupción en España en torno al parque temático Terra Mítica situado en Benidorm (Comunidad Valenciana) ocurrido en los años 2000 y 2001, cuando era presidente de la Generalidad Valenciana el popular Eduardo Zaplana, principal impulsor del mismo.
Durante la larga instrucción del caso se produjeron diversos incidentes procesales hasta que, por fin, se dio por terminada en abril de 2013, abriéndose el plazo para la fijación del juicio oral. Como resultado de las investigaciones del juez han resultado acusadas 37 personas, entre las que destacan Luis Esteban, que era presidente del parque temático; Miguel Navarro, director general; Justo Valverde, director de contratación, y Antonio Rincón, director técnico. Asimismo están acusados los empresarios que produjeron las facturas falsas por servicios inexistentes por un valor cercano a los cuatro millones y medio de euros.

## El caso
Entre 2000 y 2001 el parque temático Terra Mítica pagó  mediante facturas falsas casi cuatro millones y medio de euros a diversas empresas por servicios inexistentes. El caso cobró notoriedad porque los principales implicados eran muy cercanos al presidente de la Generalidad Valenciana Eduardo Zaplana, incluido el empresario Vicente Conesa. Durante la instrucción el juez no encontró ningún indicio sobre la posible implicación del presidente de la Generalidad por lo que el caso perdió interés y pasó a un segundo plano periodístico.
En marzo de 2011 el juez instructor sobreseyó el caso por no encontrar indicios de delito, pero la Audiencia de Valencia revocó la decisión cuatro meses después. Sin embargo, la Audiencia confirmó la exculpación del director financiero del parque temático, que fue despedido de la empresa «precisamente por denunciar las irregularidades que detectaba». Izquierdo había declarado en 2006 que el director general «hizo caso omiso» a su intento de «acceder a los contratos que justificaban las facturas (supuestamente falsas) para mejorar el control del gasto», según consta en el auto judicial.
El 21 de mayo de 2013 el fiscal de la Audiencia de Valencia fijó su petición de penas para los 37 acusados. Para el expresidente del consejo de administración Luis Esteban el fiscal pide siete años de prisión y para el ex director general Miguel Navarro, el exdirector técnico Antonio Rincón y el exjefe del departamento de contratación Justo Valverde —en aquel entonces era cuñado del expresidente de la Generalitat Eduardo Zaplana— una pena de diez años de cárcel. Para el resto de imputados solicita penas que van desde los cinco años y siete meses hasta 53 años y cuatro meses. A estos cuatro miembros de la cúpula de Terra Mítica se les acusa de delitos de estafa y contra la Hacienda Pública y —a excepción de Luis Esteban— falsificación en documento mercantil. Para el empresario Vicente Conesa el fiscal pide una pena de 28 años y siete meses. Todos ellos deberán pagar si son condenados un total de 7,8 millones de euros en concepto de responsabilidad civil.
El lunes 23 de marzo de 2015 comenzó el juicio oral en él se que sentaron en el banquillo de los acusados 38 personas, entre ellas los cuatro exdirectivos del parque —Luis Esteban (que ocupó el cargo de presidente), Miguel Navarro (director general), Justo Valverde (director de contratación) y Antonio Rincón (director técnico)—. La Fiscalía solicitó más de 700 años de cárcel en total: para el antiguo presidente siete años por los supuestos delitos de estafa y delito fiscal, y diez años para los otros tres exreponsables de Terra Mítica.
Finalmente, en abril de 2016,  la Audiencia de Valenci condenó a dos exdirectivos y otras 20 personas por la estafa de Terra Mítica. El tribunal ha absuelto al que fuera presidente del parque, Luis Esteban, y al ex director general, Miguel Navarro. Las condenas más elevadas han recaído en los empresarios Antonio Moreno Carpio, sentenciado a 46 años y 10 meses de prisión y José Luis Rubio, a 41 años y nueve meses. El también empresario Vicente Conesa y su esposa, Matilde Ripoll, han sido condenados a 23 años de cárcel.